# Venus, Cupido, la Follia i el Temps
Venus, Cupido, la Follia i el Temps —en italià Allegoria del trionfo di Venere—, també anomenada Al·legoria de Venus i Cupido o Al·legoria del triomf de Venus és una obra pictòrica al·legòrica a l'oli sobre taula de l'artista de Florència Agnolo di Cosimo, considerada una de les obres mestres més refinades del primer manierisme italià, per la seva artificialitat i oposició al naturalisme, així com als principis de bellesa clàssica defensats durant el Renaixement. S'hi representa a Venus agafant la poma de la discòrdia a la mà esquerra i girant el cap per fer un petó a Cupido. El tema central de la pintura és l'erotisme o l'amor prohibit que, acompanyat per l'enveja i la gelosia, esdevé en conseqüències tràgiques. Fou realitzada entre els anys 1540 a 1550, té una dimensió de 146 × 116 cm i es conserva des de l'any 1860, quan fou comprada al col·leccionista d'art francès Edmund Beaucousin, a la National Gallery de Londres.

## L'obra
Cap el 1546, Bronzino va ser l'encarregat de crear una pintura, que representa a Venus, Cupido, la Follia i el Pare Temps, on mostra l'ambivalència, l'erotisme i imatges fosques característiques del període manierista i de Pontormo, mestre de Bronzino. La pintura podria haver estat encarregada per Cosme I de Mèdici, Gran Duc de Toscana, o per Francesco Salviati, com a obsequi per a Francesc I de França. Giorgio Vasari, a Le Vite de 1568, va escriure que la pintura va ser comissionada a Bronzino amb l'objectiu que fos lliurada com obsequi al rei de França, encara que no especifica per qui, suggerint una data d'elaboració anterior a l'any 1545. Malgrat aquest fet, nombrosos erudits han atribuït l'encàrrec al Gran Duc de Toscana.
L'erotisme de les imatges representades en l'obra probablement estava d'acord amb els gustos prevalents tant en els Medici com en els de la cort francesa de l'època. El detall, la textura i la riquesa de la pintura confirmen el possible patronatge d'alguna persona pertanyent a l'aristocràcia. La pintura fou traslladada per Napoleó de París a Viena, on el 1813 Johann Keglević la va adquirir a mans de Franz Wenzel Graf von Kaunitz-Rietberg. Des de l'any 1860 roman a Londres.
La figura de Venus es pot comparar amb un objecte preciós en un entorn luxós, desitjable per la seva inexistència. En la composició, que es construeix deliberadament en un contrapunt de moviments oposats, el treball més acurat es troba en el tractament de les cares del personatges.

## Anàlisi

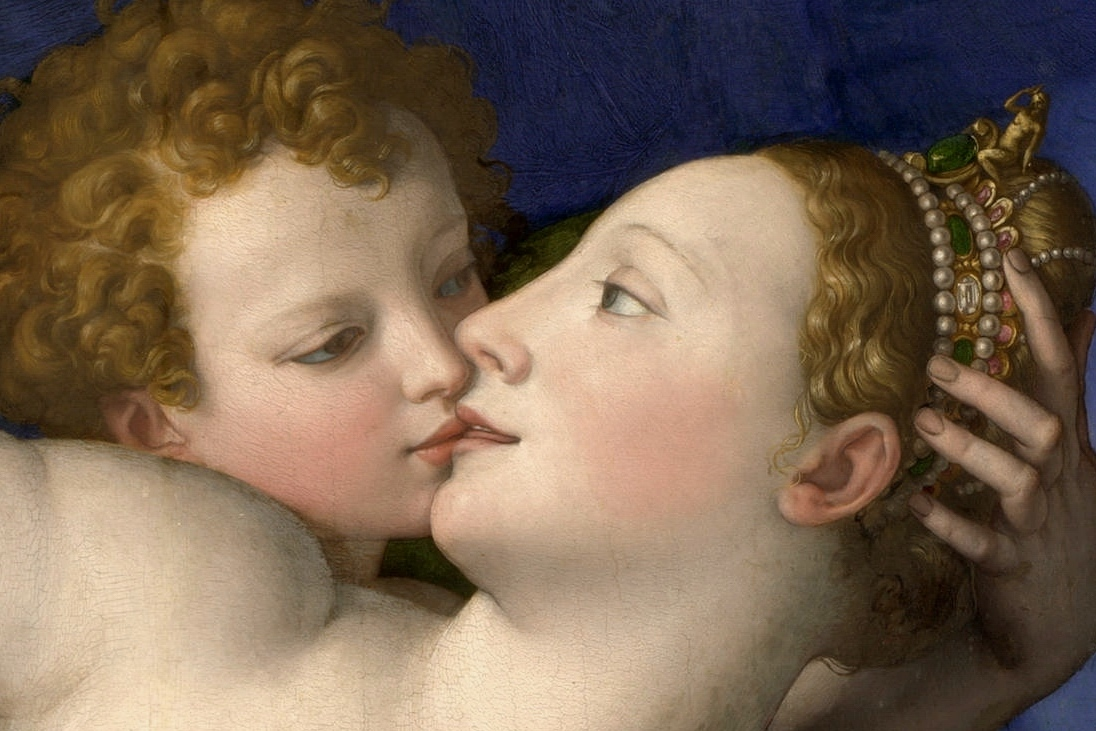
Detall de Venus i Cupido

L'anàlisi i estudi de l'obra, així com el seu significat és incert entre els investigadors. L'estil és sensual però també fred, sublimament idealitzat. En primer pla de la pintura hi han representades diverses figures les identitats de les quals són objecte d'un ampli debat acadèmic. Les dues figures centrals són fàcilment identificades pels seus atributs com a Venus i, juntament amb la seva mare, Cupido que, amb l'amoret nu a la dreta, es presenten de manera típica manierista: per exemple, ella té la poma daurada que va guanyar en el judici de Paris de Troia, mentre ell presenta les seves ales característiques i el buirac. Cupido acaricia el pit nu de la seva mare i li besa els llavis; les dues figures també nues són il·luminades amb llum blanca radiant.
El llenç presenta diferents nivells de lectura i interpretació. El tema en general és gairebé amb tota seguretat una al·legoria de l'amor sensual, del sexe. Venus és el personatge central i executa l'acció principal, besant sensualment a Cupido en els llavis i suggerint el tema de la luxúria i l'incest. Sosté a la mà dreta la fletxa del seu fill en forma triomfant, i a l'esquerra té agafada la poma daurada, que fa al·lusió al judici de Paris, on ell li va donar la poma de la discòrdia a canvi de l'amor de la dona més bella, Helena de Troia. A més està acompanyada per una parella de coloms, típic emblema i animal de companyia de la deessa. Cupido que, mostrant la seva nuesa visible a través de les natges, és l'altre personatge principal de l'escena. Respon al petó de la seva mare i té la mà dreta reposant sobre el pit esquerre de Venus, a més l'abraça superant l'afecte filial, i possiblement convertint-se en el seu amant.

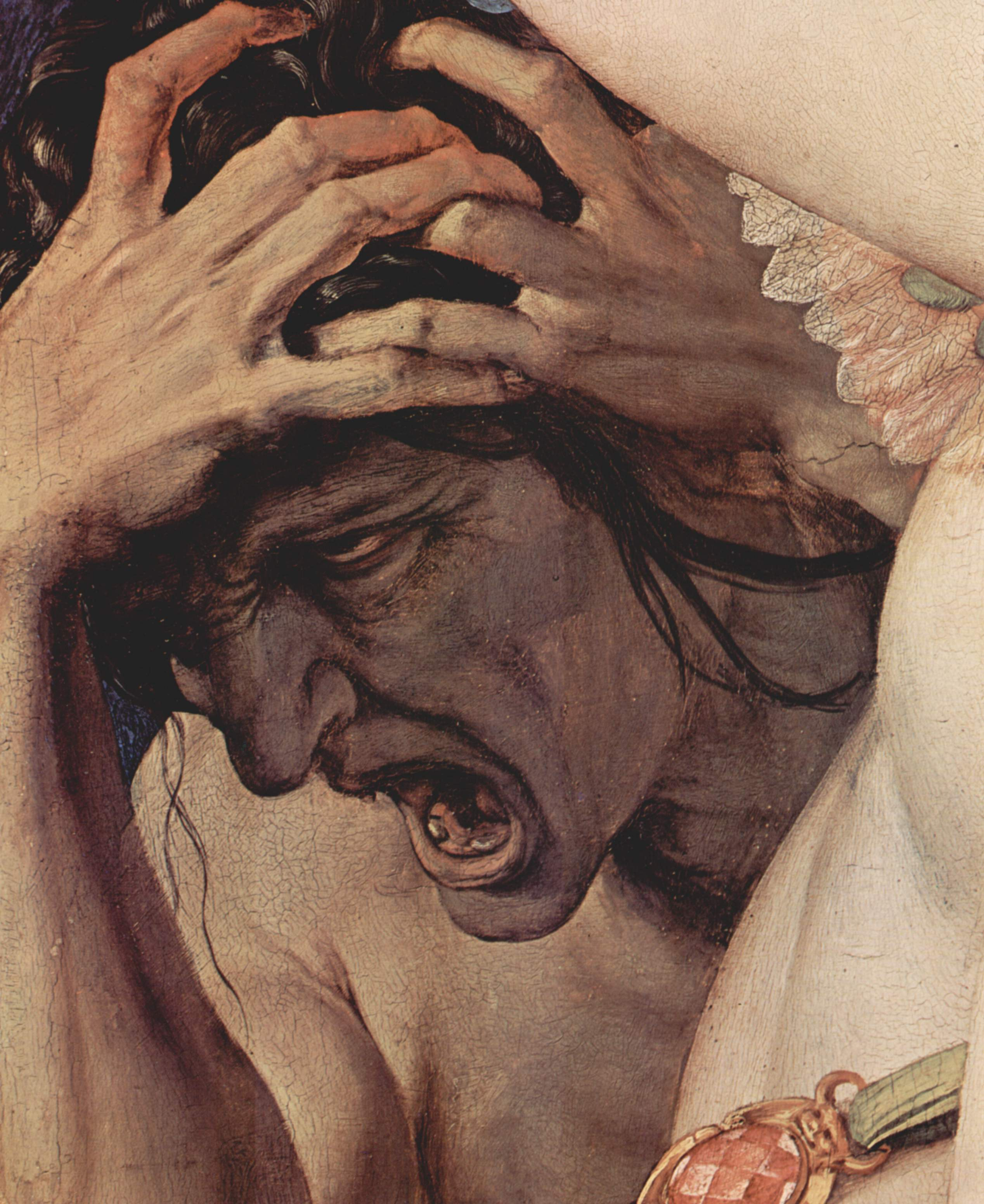
Detall de la possible personificació de la gelosia

Més complexa és la interpretació de les figures en segon pla. A la part dreta de l'obra pictòrica, la bogeria apareix personificada per un putti o nen amb pètals de roses a les dues mans, amb l'aparent intenció de llançar-los sobre Venus i Cupido. En el turmell esquerre porta una polsera de cascavells i s'ha identificat una espina que travessa el peu de la dreta malgrat no expressa cap possible dolor. Aquesta figura del del Plaer Boig, ben il·luminada, simbolitza el reflex immediat del plaer carnal però, al mateix temps, s'ha ferit el peu amb una espina. Darrere d'ell apareix altre personatge, una nena amb cara bonica, però és una figura molt ambigua: el seu caràcter enganyós es demostra en el seu cos, grotesc i desarticulat, d'una serp que acaba en forma d'escorpí. Amb una de les mans amaga l'agulló de la seva cua, i amb l'altra ofereix als amants una bresca d'abelles, i pot representar el plaer i l'engany. Als peus, a la part inferior dreta, apareixen dues màscares de teatre, un sàtir i una nimfa, com un símbol de la realitat encoberta. El Pare Temps apareix per darrere d'aquestes dues últimes figures, a la part superior dreta, i és representat com un home d'edat, amb barba i una notòria calvície. A la seva espatlla es veu un rellotge de sorra que confirma la seva identitat. Un cop més, és difícil interpretar el seu gest amb certesa; es creu que està retirant la cortina per exposar l'escena o quadre viu que s'està desenvolupant. Molts erudits creuen que el seu gest sembla dir: «El temps és fugaç, i mai se sap quan pot haver acabat».
La figura oposada al temps, ja a la part esquerra i també agafant la cortina, se sol anomenar l'oblit i li falta la part superior del cap, que segons alguns erudits coincideix a la part del crani on es troba la memòria. La cara emmascarada d'aquesta figura es fa ressò de la imatge de les dues màscares reals a la cantonada inferior dreta. Possiblement el personatge vol amagar la veritat o destapar l'escena de luxúria, però, el Pare Temps ho impedeix. La identitat de la figura restant, a la part inferior esquerra, és encara més ambigua. Un home que es despentina els cabells representant possiblement la gelosia o bé la desesperació i la bogeria, conseqüències a mitjà i llarg termini de l'amor sensual, encara que alguns estudiosos creuen que representa els efectes devastadors de la sífilis, epidèmia que va aguaitar Europa durant aquesta època, resultat de relacions sexuals imprudents.